# Michael Madl
Michael Madl (* 21. März 1988 in Judenburg) ist ein ehemaliger österreichischer Fußballspieler und nunmehriger -trainer.

## Karriere

### Als Spieler

#### Verein
2002 schaffte Madl den Sprung vom LAZ (Leistungsausbildungszentrum) Judenburg in die im Jahr 2000 gegründete Frank-Stronach-Akademie in Hollabrunn. 2004 trainierte er als 16-Jähriger mit der Kampfmannschaft. Er spielte in der Amateurmannschaft des FK Austria Wien, die in der Ersten Liga um die vorderen Plätze spielte. Dort erarbeitete er sich schnell einen Stammplatz. Der Durchbruch in der Kampfmannschaft gelang ihm nicht, aber am 13. Dezember 2006 absolvierte er sein Debüt im UEFA-Pokal gegen Espanyol Barcelona und kam im Laufe der Meisterschaft auch auf einige Einsätze in der Bundesliga. Wenige Tage nach seinem Debüt im UEFA-Pokal wurde Madls Vertrag bis Sommer 2010 verlängert.
Im Jahre 2007 einigten sich Austria Wien und der FC Wacker Innsbruck auf einen einjährigen Leihvertrag, um ihm mehr Spielpraxis zu verschaffen. Im Sommer 2008 nach dem Abstieg des FC Wacker Innsbruck kehrte Madl nach Wien zurück und war Anfang der Saison Stammspieler, ehe er sich dreimal verletzte (Zerrung, Bänderriss in der Fußwurzel und am Knie).
Nach zwei Spielzeiten wechselte er im Sommer 2010 zum SC Wiener Neustadt, für den er die folgenden beiden Spielzeiten verbrachte. Im Sommer 2012 wechselte Madl ablösefrei zum SK Sturm Graz.
Im Jänner 2016 wurde er bis Saisonende nach England an den Zweitligisten FC Fulham verliehen. Im Mai 2016 bekam er einen Vertrag bis Sommer 2018. Bereits gegen Jahresende 2017 arbeitete der FK Austria Wien an einer Rückkehr Madls nach Österreich. Nachdem auch der Fulham-Trainer Slaviša Jokanović ihm mitgeteilt hatte, nicht weiter mit ihm zu planen, und Madl zeitweilig auch in der U-21-Mannschaft des Vereins eingesetzt wurde, zeigte auch Madl selbst Interesse an einer Rückkehr nach Österreich. Im Jänner 2018 kehrte er schließlich zur Austria zurück, bei der er einen bis Juni 2021 laufenden Vertrag erhielt. In dreieinhalb Jahren bei der Austria kam er zu 72 Bundesligaeinsätzen.

#### Nationalmannschaft
Sein größter Erfolg bislang war der vierte Platz mit der österreichischen U-20-Nationalmannschaft bei der Nachwuchs-WM in Kanada. Dort bildete der zweikampfstarke Madl ein Duo in der Innenverteidigung mit dem kopfballstarken Sebastian Prödl. Beim Ausscheiden der österreichischen Nachwuchself im Halbfinale gegen Tschechien war Madl auf Grund seiner dritten gelben Karte gesperrt.
Im November 2016 wurde er von Teamchef Marcel Koller erstmals in den Kader der A-Nationalmannschaft einberufen. Im Testspiel gegen die Slowakei debütierte er in der Startelf und spielte über die gesamten 90 Minuten.

### Als Trainer
Nach der Saison 2020/21 wurde sein auslaufender Vertrag in Wien nicht mehr verlängert. Daraufhin beendete er seine Karriere verletzungsbedingt und wurde Co-Trainer in der U-18-Akademie-Mannschaft der Austria.
Am 31. Mai 2022 wurde bekanntgegeben, dass Madl unter Trainer Christian Heinle Co-Trainer der SV Ried wird. Nach der Saison 2022/23 wurde die Zusammenarbeit beendet. Im Sommer 2024 kehrte Madl zu Sturm Graz zurück und wurde Co-Trainer der zweiten Mannschaft. Im November 2024 erfolgte zunächst interimistisch die Beförderung zum Co-Trainer der Profis, nach erfolgreichen Leistungen in der Schlussphase der Herbstsaison kam es zur Bestätigung im Amt. Nach dem Gewinn des Meistertitels verließ er den SK Sturm mit dem Ende der Saison 2024/25 aus privaten Gründen.

## Erfolge

### Als Trainer
- Österreichischer Meister 2025